# Ragnvald Rettilbeine
Ragnvald Rettilbeine (nórdico antiguo: Rögnvaldur réttilbeini) (n. 876) príncipe de Noruega en el siglo X, hijo de Harald I y Snøfrid Svåsedotter. Llegó a ser rey de Hadeland. Según Heimskringla fue educado en artes mágicas del seidr y llegó a ser un importante hechicero. Había un mago en Hordaland llamado Vitgeir y cuando recibió la orden real de abandonar las artes oscuras, contestó con este verso:
Seguramente el peligro no es grande,
De los magos nacidos de lugares malignos,
Cuando el hijo de Harald en Hadeland,
Rey Ragnvald, en su mano tiene arte.
Cuando el rey Harald supo de ello, envió a su hijo Erik Hacha Sangrienta a Hadeland y quemó a su hermano dentro de una casa junto con otros ochenta hechiceros; la hazaña fue muy halagada.
Su nieto Eyvind Kelda, también educado en artes máginas, fue ejecutado por Olaf Tryggvason en su obsesión de convertir Noruega al cristianismo.